# Holašovice
Holašovice (Holaschowitz) är en liten historisk by i södra delen av Tjeckien, 15 km väster om České Budějovice. Byn tillhör Jankovs kommun. Söder om byn ligger det skyddade landskapet Blanský les. Den tyskspråkiga befolkningen fördrevs efter andra världskriget, vilket gjorde att dess medeltida plan och byggnader i den sydböhmiska barockstilen förblev intakta. Byn restaurerades och återbefolkades 1990, och blev 1998 ett världsarv.

## Historia
Holašovice nämns först 1263. År 1292 gav kung Wenzel II byn tillsammans med flera andra till cistercienserklostret i Vyšší Brod. Det förblev klostrets egendom fram till 1848.

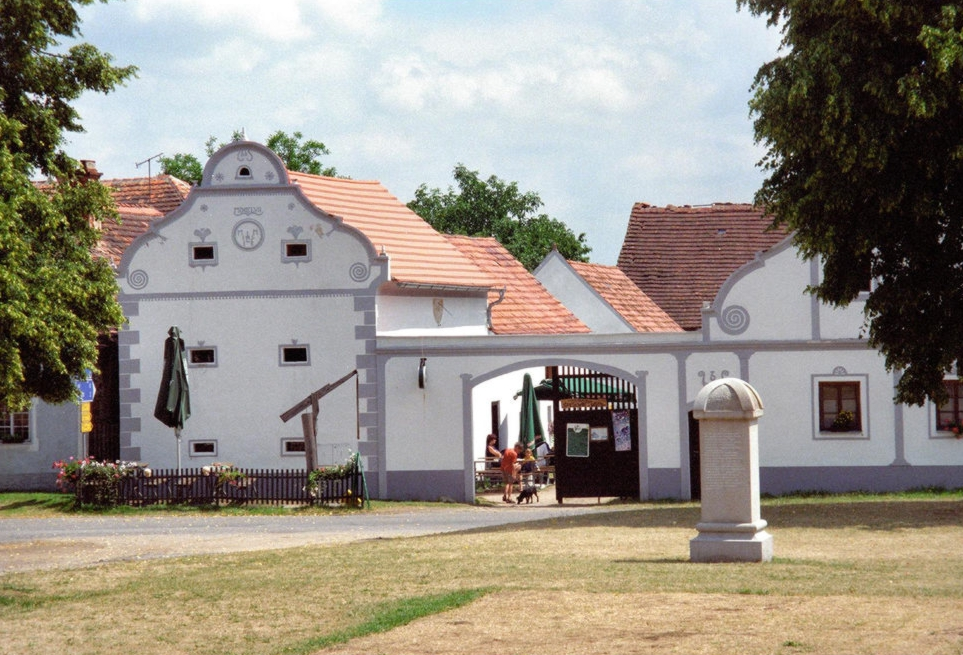

Mellan 1520 och 1525 var Holašovice närapå utslaget av böldpest. Endast 2 invånare överlevde. En kolonn restes över gravarna i norra änden av byn för att minna om denna händelse. Klostret befolkade stegvis byn med bosättare från Bayern och Österrike. 1530 hade befolkningen ökat till 17, enligt klostrets register, och den hade blivit en huvudsakligen tyskspråkig enklav i det tjeckiska området. 1895 fanns det 157 invånare av etniskt tyskt ursprung och 19 av tjeckiskt ursprung.
Efter fördrivningen av de tyskspråkiga invånarna vid slutet av andra världskriget övergavs många gårdar och började förfalla. Holašovice blev en öde plats under den tjeckiska efterkrigstidens kommunistregim.
Från 1990 genomfördes en omfattande restaurering av byn som åter började befolkas. Befolkningen är nu omkring 140.

## Byggnader
Holašovice är en typisk böhmisk by i Hlubocká Blatskáområdet omkring České Budějovice. Den består av 23 jordbruksgårdar i tegel med 120 byggnader, var och en med sin gavel mot en central bred grön yta, med en fiskdamm och ett kapell. Johannes Nepomuks kapell i stadens mitt byggdes 1755.